# Estudi per al film Secret People, per a clarinet, violí i piano (Gerhard)
Estudi per al film Secret People (Allegretto per a clarinet, violí i piano) és una de les dues composicions de Robert Gerhard per a aquesta agrupació, juntament amb l'Andantino per a clarinet, violí i piano. Fou composta entre 1951 i 1952 com a peça de mostra de la banda sonora del film Secret People, dirigit per Thorold Dickinson. Hi exposa els dos temes principals als quals pensa recórrer per a la composició de la música del film.

## L'element folklòric
La primera melodia, de caràcter més líric i la segona, més folklòrica, constitueixen els dos temes principals d'aquesta obra, els quals van donar estructura a tota la música de la pel·lícula. Per compondre aquesta peça, Gerhard s'inspira en el seu origen català i en la seva ideologia antifeixista, d'acord amb l'argument i el plantejament de la pel·lícula, i emplea, per a la part nostàlgica i lírica, les melodies La mare de Déu quan era xiqueta i El cant dels ocells, identificada en el context català amb el sentiment de desarrelament a l'exili.
Amb la inspiració en les melodies La mare de Déu quan era xiqueta i El cant dels ocells, l'obra de Gerhard aconsegueix reflectir el sentiment de pèrdua i enyorança de la terra natal mitjançant les ressonàncies d'aquestes melodies catalanes. Pau Casals va convertir El cant dels ocells en un símbol de l'exili català. A més, la secció central, de caràcter més folklòric, recorda el ritme i l'estil de la sardana. Julian White l'emparenta amb El minyonet de Guineu, una cançó catalana pròpia del Carnaval.

## De l'Estudia la gran pantalla
Aquest Estudi va ser una peça de mostra de la banda sonora del film Secret People, per a la qual Gerhard faria servir una instrumentació formada per flauta/piccolo, oboè, corn anglès, dos clarinets, fagot, trompa, trompeta, tuba i percussió. La música de la pel·lícula va ser dirigida pel director i compositor anglès Ernest Irving, en la gravació del 16 de març de 1951.
Aquesta gravació es va produir amb certes dificultats degut, a més de les tensions entre el compositor i la coreògrafa, a la limitació del temps de què disposaven de l'estudi per les necessitats i el pressupost del rodatge. Gerhard es va veure obligat a acceptar moltes de les imposicions de la coreògrafa, que a més va retallar, més endavant, tres seccions del ballet amb ajuda del director musical. Sens dubte, Gerhard va acceptar tots aquests condicionants per les seves necessitats econòmiques, però l'experiència va contribuir a fer-lo recelós d'abordar noves experiències amb el ballet, a partir de la dècada de 1950.

## La música de l'Estudien el filmSecret People
Aquest estudi inicial presenta les dues melodies en què es basarà tota la música del film Secret People. Ambdues melodies, al llarg de la pel·lícula, van modificant el seu caràcter en funció de l'orquestració i dels jocs de variacions i textures segons les necessitats narratives. Com assenyala Anderson: "no hi ha música incidental a la pel·lícula, l'única música [present] resulta natural a les demandes de la història. Aquesta música necessària és intrínseca a l'argument i reforça el seu desplegament emocional".
La primera melodia és un tema de caràcter folklòric que pretén descriure la identitat mediterrània dels protagonistes. El segon tema és de caràcter més líric i representa els dos amants, la protagonista i el seu company manipulador. Aquest segon tema es basa en la famosa melodia popular catalana El cant dels ocells que tanta simbologia afegida conté. Es tracta d'un gest de complicitat introduït per Gerhard a través del qual concreta musicalment en Catalunya el país d'origen dels amants i del dictador, així com la seva reivindicació de llibertat. Aquestes dues melodies apareixen en l'escena de ball de Maria, interpretada per l'actriu britànica Audrey Hepburn ( Estudi per al film Secret People, per a clarinet, violí i piano a YouTube).
El tema A de l'estudi se sent per primera vegada, a càrrec d'un orgue, als títols inicials de la pel·lícula. A continuació, després d'una breu transició, apareix el tema B de l'estudi a càrrec de tota l'orquestra. El tema A torna a aparèixer, de nou a l'orgue, quan comencen les primeres imatges de la pel·lícula. El tema B es presenta quan apareix per primera vegada la protagonista femenina, Maria. Aquest segon tema, que tant va agradar a Dickinson, s'utilitza també per acompanyar els títols de crèdit, per tancar la pel·lícula amb una espècie de crida a la reconciliació, a l'esperança i l'amor: tant el productor com el director van acordar que, als temps difícils de la postguerra calia oferir esperança a la gent. Van realitzar un canvi en el final de la pel·lícula, que concloïa amb la mort de Maria. A la versió modificada, el final presenta la germana petita ballant en homenatge a Maria, per a reivindicar que la vida ha de continuar tot i que hi succeeixin desgràcies.
Secret People no va tenir l'èxit comercial esperat. Gerhard va trigar quasi una dècada en abordar un nou projecte cinematogràfic: This sporting life, el 1962.

## Interpretacions
La partitura es va publicar el 2001. Destaca l'interpretació del grup de cambra compost per David Ballesteros, violí, Cristo Barrios, clarinet, i Gustavo Díaz-Jerez, piano, enregistrada sota el segell Columna Música el 2012, a l'àlbum Robert Gerhard, Joaquim Homs: Música de Cambra.
De 2015 és la gravació amb els intèrprets Mirabai Rosenfield, violí, Joan Enric Luna, clarinet, i Juan Carlos Garvayo, piano, com a part de l'àlbum Música Española en el Exilio, enregistrat sota el segell Tritó.